# Jurij Plevnar
Jurij Plevnar je drama Antona Leskovca. Izšla je leta 1927 v reviji Dom in svet.

## Osebe
- Jurij Plevnar, žurnalist,
- Moran, industrialec,
- Lija, njegova hči,
- Vojka, njena prijateljica,
- Peter Mladika, sodnik,
- Tomaž Rak, špekulant,
- Tilen Ručigaj, mehanik,
- Mana, Plevnarjeva gospodinja,
- Brigita, krščenica Moranova,
- delavske žene,
- otroci,
- orožniki.

## Čas dogajanja
- sedanjost

## Kraj dogajanja
- tovarniško mesto

## Zgodba

### 1. dejanje
Plevnar je karizmatična figura, pod njegovim vodstvom delavci že tri tedne štrajkajo; beda med njimi je strašna, a tudi Moranovo podjetje se maje v temeljih, naročila prihajajo, rok za delo pa ni. Moran je star in utrujen, ni več kos težavam, zato da Raku posebna pooblastila pri vodenju podjetja. Rak nagovarja Plevnarja, naj prekine stavko, a Jurij ga ostro zavrne, z njim noče imeti opravka. Sam se je že odločil, da je treba s stavko končati, čeprav mu ta odločitev zadaja hude muke, saj ve, kaj bo povzročila. In res, Ručigaj, doslej njegova desna roka, je ogorčen: tik pred zmago naj odnehajo? To je izdaja, te odločitve delavcem ne bojo objavili!

### 2. dejanje
Moranu že tako trda prede, da razmišlja o prodaji tovarne pod ceno. Plevnar mu ponudi roko sprave: delavci pridejo jutri na delo, če le dobijo neko nadomestilo za bedo, ki so jo prestali. Toda Rak je pohlepen, čuti se že gospodarja: mezde bodo celo znižali, da nadomestijo nastalo škodo! Jurij zagrozi, da se bodo delavci vrnili na svoje delo samo pod določenim pogojem - kakšnim, pa bo razložil jutri, ko se delavci zberejo. Po njegovem odhodu prihrumi pred hišo razburjena množica, Ručigaj išče Plevnarja. Rak, ki bi se Plevnarja na vsak način znebil, saj mu je tudi tekmec pri lepi Liji, Ručigaju govori o izdaji, ga napaja z vinom in razočaranega moža hitro pridobi za podel načrt.

### 3. dejanje
Na zboru delavcev Plevnar pove, zakaj se je odločil, naj končajo stavko: boj je nasprotnika tako izčrpal, da bi delavci v nekaj dneh zmagali, a plen bi bil - pogorišče, saj bi tovarna morala zaradi izpada naročil odpustiti večino delavcev, pogoj, da se vrnejo na delo, pa je, da mora Rak, ki pije kri tovarni in njim, proč. Večina Plevnarja podpre, a gruča podkupljenih delavcev vedno glasneje kriči in rogovili o izdaji, Rak pa v zameno za svoj umik zahteva Lijino roko. Medtem se obe skupini delavcev spopadeta, uporni z Ručigajem na čeli predrejo vrste zvestih, vsi se poskrijejo, le Plevnar čaka, pripravljen je na svoje poslednje, veliko dejanje. Ko ga Ručigaj izzove kot izdajalca, Plevnar poprosi njega in vse ostale za odpuščanje, ker je njihovi veri primešal in jih razočaral. Pijana in naščuvana množica plane nanj in ga pobije, nato pa se razbeži pred orožniki. Mladika, ki je Rajku ves čas gledal pod prste, špekulanta obtoži za kolovodjo pobijalcev, kar izpričajo tudi ujeti delavci. Raka odpeljejo orožniki, Lija, Moran in Mladika pa zgroženi ihtijo nad Jurijevim truplom.